# عبدل قیسی
عبدل قیسی (به انگلیسی: Abdel Qissi) (زاده ۲۰ ژانویه ۱۹۶۰) هنرپیشه اهل مراکش - بلژیک و بوکسور سابق است.

## زندگی‌نامه
عبدل قیسی در شهر وجده، کشور مراکش متولد شد و در سال‌های اولیه به بروکسل، بلژیک مهاجرت کرد. در دهه ۱۹۸۰ او هشت مبارزه حرفه ای بوکس را داشت که شامل پنج برد، دو برد از طریق حذفی و یک تساوی بود. او پس از برادرش میشل قیسی، عبدل قیسی بعداً به عنوان یار ژان کلود ون دام شناخته شد که در برخی از فیلمهای این هنرپیشه بازی کرد.

## فیلم‌شناسی
- لوس براووس (۲۰۰۱)
- فرقه (فیلم ۲۰۰۱)
- هدف نهایی (۱۹۹۶)
- سایه (فیلم ۱۹۹۴)
- سایه بوکس (۱۹۹۳)
- شیردل (فیلم ۱۹۹۰)